# Papua-Papageiamadine
Die Papua-Papageiamadine (Erythrura papuana) ist eine Art aus der Familie der Prachtfinken. Es werden keine Unterarten unterschieden.

## Beschreibung
Die Papua-Papageiamadine ähnelt sehr stark der Dreifarbigen Papageiamadine. Sie ist von dieser nur durch ihre bedeutendere Körpergröße und den kräftigeren Schnabel zu unterscheiden. Sie galt deswegen lange als Unterart dieser Prachtfinkenart, bis festgestellt wurde, dass die beiden Arten teilweise im selben Verbreitungsgebiet vorkommen.
Die Männchen haben einen indigoblauen Kopf, einen grünen Rumpf, einen roten Schwanz und einen schwarzen Schnabel. Die Weibchen sind meist ähnlich wie die Männchen gefärbt, haben aber einen weniger intensiv blau gefiederten Kopf und das Blau ist weniger ausgedehnt. Jungvögel sind deutlich matter gefärbt als die adulten Vögel.

## Verbreitungsgebiet und Lebensweise
Das Verbreitungsgebiet der Papua-Papageiamadine sind die Gebirge Neuguineas auf der Vogelkop-Halbinsel, im Gebiet der Paniaiseen und am Mount Tafa, das Wharton-Gebirge und das Owen-Stanley-Gebirge. Im Südosten Neuguineas vertreten die Dreifarbige Papageiamadine und die Papua-Papageiamadine einander mosaikartig.
Der Lebensraum der Papua-Papageiamadine sind Waldränder und Waldlichtungen in Höhenlagen zwischen 800 und 2000 Meter über NN. Über ihre Lebensweise und ihre Fortpflanzung ist aus Freilandbeobachtungen nahezu nichts bekannt. Im Südosten von Neuguinea scheint die Fortpflanzungszeit ab Ende Mai zu beginnen.

## Haltung
Die Papua-Papageiamadine wurde erst 1969 erstmals nach Europa eingeführt. Bei den im Handel unter diesem Namen angebotenen Vögeln handelt es sich gelegentlich um Dreifarben-Papageiamadinen. Nach den Haltungsberichten ist die Papua-Papageiamadine ruhiger und zutraulicher als die Dreifarben-Papageiamadine.